# Sissach (district)
Het district Sissach is een bestuurlijke eenheid in het kanton Basel-Landschaft met als hoofdplaats Sissach. Het district heeft 32.248 inwoners (eind 2004).
| Wapenschild  | Gemeentenaam | Inwoners (Dec 2005) | Oppervlakte (km²) |
| ------------ | ------------ | ------------------- | ----------------- |
| Anwil        | Anwil        | 541                 | 3,96              |
| Böckten      | Böckten      | 754                 | 2,28              |
| Buckten      | Buckten      | 672                 | 1,99              |
| Buus         | Buus         | 952                 | 8,85              |
| Diepflingen  | Diepflingen  | 546                 | 1,44              |
| Gelterkinden | Gelterkinden | 5584                | 9,79              |
| Häfelfingen  | Häfelfingen  | 276                 | 3,96              |
| Hemmiken     | Hemmiken     | 276                 | 3,39              |
| Itingen      | Itingen      | 1809                | 3,14              |
| Känerkinden  | Känerkinden  | 501                 | 1,48              |
| Kilchberg    | Kilchberg    | 106                 | 1,59              |
| Läufelfingen | Läufelfingen | 1263                | 8,15              |
| Maisprach    | Maisprach    | 931                 | 5,06              |
| Nusshof      | Nusshof      | 200                 | 1,72              |
| Oltingen     | Oltingen     | 414                 | 7,18              |
| Ormalingen   | Ormalingen   | 1841                | 4,23              |
| Rickenbach   | Rickenbach   | 562                 | 2,90              |
| Rothenfluh   | Rothenfluh   | 714                 | 10,93             |
| Rümlingen    | Rümlingen    | 363                 | 2,28              |
| Rünenberg    | Rünenberg    | 767                 | 4,98              |
| Sissach      | Sissach      | 5778                | 8,87              |
| Tecknau      | Tecknau      | 840                 | 2,35              |
| Tenniken     | Tenniken     | 900                 | 4,67              |
| Thürnen      | Thürnen      | 1220                | 2,25              |
| Wenslingen   | Wenslingen   | 679                 | 5,91              |
| Wintersingen | Wintersingen | 603                 | 6,95              |
| Wittinsburg  | Wittinsburg  | 411                 | 3,21              |
| Zeglingen    | Zeglingen    | 461                 | 7,91              |
| Zunzgen      | Zunzgen      | 2533                | 6,87              |
|              | Totaal (29)  | 32.497              | 138,29            |

Arlesheim · Laufen · Liestal · Sissach · Waldenburg